# Recilia acuminatus
Recilia acuminatus är en insektsart som beskrevs av Dash och Chandrasekhara A. Viraktamath 1998. Recilia acuminatus ingår i släktet Recilia och familjen dvärgstritar. Inga underarter finns listade i Catalogue of Life.